# Terme Achilliane
Per terme Achilliane si intendono delle strutture termali oggi sotterranee databili al IV-V secolo  situate a Catania di cui rimane una piccola porzione visibile sotto piazza del Duomo.
Si accede all'ambiente termale passando da un corridoio con volta a botte ricavato nell'intercapedine tra le fondamenta della cattedrale  il cui accesso è preceduto da una rampa in discesa a destra  della facciata della stessa. Il nome dell'impianto è dedotto da un'iscrizione su lastra di marmo lunense ridottasi in sei frammenti principali , databile alla prima metà del V secolo, oggi esposta all'interno del Museo civico al Castello Ursino.

## Storia

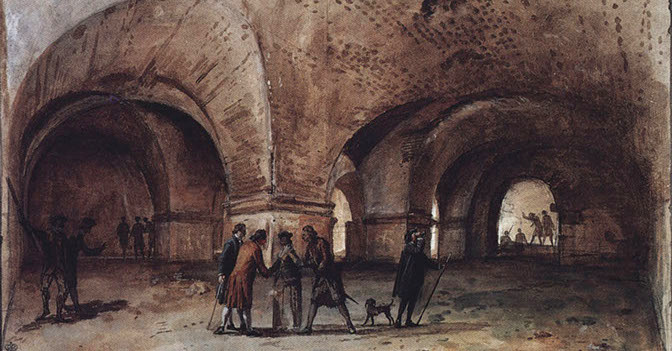
Le terme in un acquerello di Jean Houel.

L'epoca di fondazione dell'edificio è ancora discussa, ma si ritiene probabile che fosse stato costruito nel IV secolo d.C.: l'esistenza dell'edificio sotto Costantino I è ipotizzata in base al reimpiego all'interno della cattedrale di Sant'Agata di un gruppo di capitelli del periodo, che potrebbero provenire da questo edificio. Le strutture però potrebbero essere anche precedenti, databili al III secolo, sulla base degli studi del Wilson. Sulla base di una lunga iscrizione i cui pezzi furono ritrovati in più epoche, si è supposto che intorno al 434 l'edificio fu ridimensionato per ottenere un risparmio di legna.
Nel 1088 l'area occupata dalle terme viene scelta dal vescovo Ansgerio per ricavarne la Cattedrale (completata ed inaugurata nel 1094) e il relativo monastero benedettino (in seguito sede della badia femminile di Sant'Agata), mentre nel 1508 viene completata la Loggia Senatoria che vi si addossava per la sua lunghezza.
Sepolti dai terremoti del 4 febbraio 1169 e dell'11 gennaio 1693, i resti di parte delle terme - già noti in antico - furono dapprima liberati dal Museo del principe di Biscari e riportati nella loro attuale collocazione.
Nel 1856, durante la realizzazione della galleria che passa sotto al Seminario dei chierici destinata ad essere la Pescheria di Catania, si trovarono dei ruderi che pure furono attribuiti allo stesso edificio, pertinenti forse ad un calidarium, in quanto vi erano presenti tracce di un pavimento ad ipocausto. La struttura doveva estendersi fino alla via Garibaldi, dove si trovarono altri avanzi.

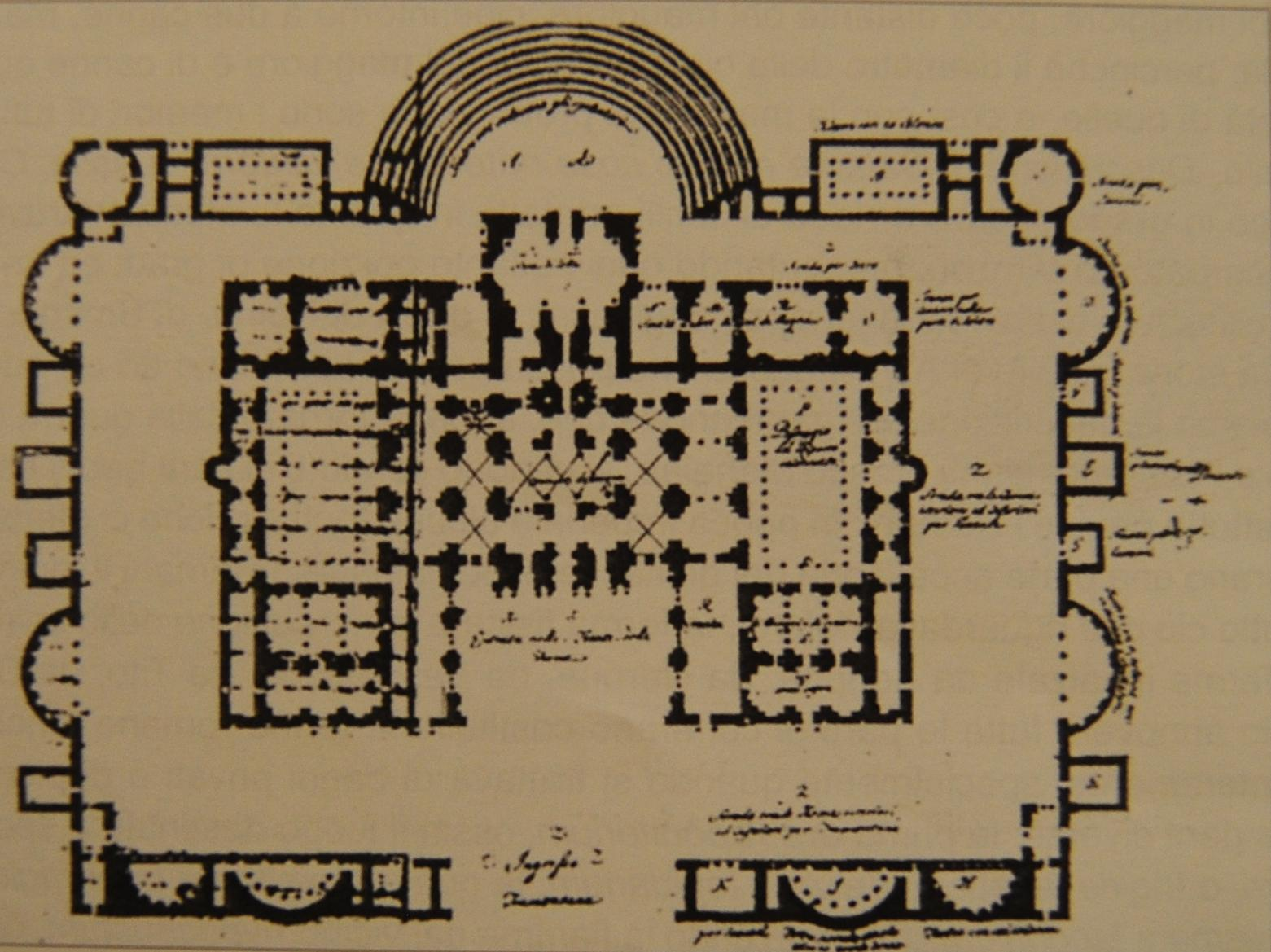
Planimetria completa delle Terme, secondo il D'Arcangelo.

Secondo la ricostruzione planimetrica ottocentesca del complesso, la parte attualmente visitabile comprendeva probabilmente solo uno dei frigidaria. Nella planimetria della città di Catania rilevata da Sebastiano Ittar nel 1833 è messo in evidenza anche il muraglione di cinta delle terme, che raggiungeva l'attuale Fontana dell'Amenano a ovest e l'Arcivescovato a est, occupando un'area molto estesa della città.
Dal 1974 al 1994 furono chiuse perché considerate insicure. Furono riaperte dopo un restauro del comune (1997) e nuovamente richiuse per problemi di allagamento. Dopo i lavori di pavimentazione della piazza del Duomo (2004-2006) - nel corso dei quali si è ritenuto di coprire l'impianto con una poderosa piastra d'acciaio per rinforzare l'impiantito della piazza stessa - l'edificio termale è stato nuovamente riaperto al pubblico e alla realizzazione di eventi.

## Struttura

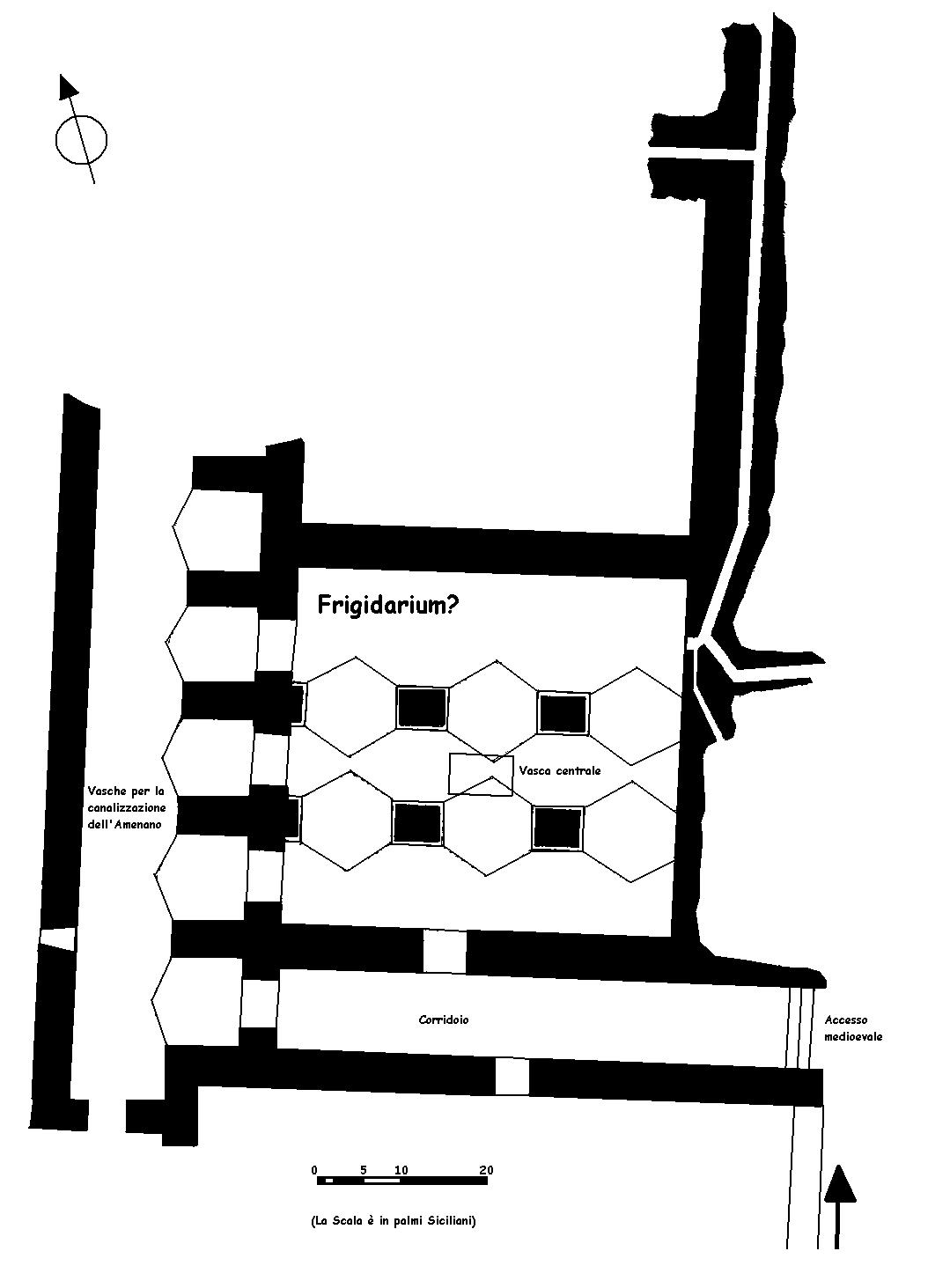
Planimetria delle terme, nell'area visitabile (adattato da A. Holm, Catania Antica, tavola VII); scala in palmi siciliani (1 palmo = circa 27 cm)

Poco si conosce delle reali dimensioni del grande complesso termale e quanto oggi è visitabile è appena una piccola porzione della sua estensione. Una ipotesi molto fantasiosa relativa alle dimensioni delle terme la fece nel 1633 il D'Arcangelo, erudito di storia locale, il quale fece realizzare una planimetria priva di elementi reali e riconoscibili, sebbene abbia il merito di essere il primo lavoro avanzato in tal direzione, ispirandosi palesemente alla planimetria delle terme di Diocleziano. Molto più accurata è la planimetria resa da Sebastiano Ittar nella pianta generale della città di Catania. In essa viene attribuita alle terme una cortina muraria che correva a sud della piazza Duomo, identificata quale muro perimetrale dell'area termale. Diversi scavi occasionali hanno fatto ipotizzare il rinvenimento di tracce dell'impianto in altre parti dell'areale oltre a quanto noto, facendo desumere che esso costituiva l'area oggi occupata dagli edifici compresi tra le piazze Duomo, Università e San Placido. All'interno della cinta che circondava l'edificio si ricavò per intero la Cattedrale e il primo impianto monastico benedettino fondato dal vescovo Ansgerio. Alle mura di cinta sul lato occidentale si addossò anche la Loggia Senatoria, distrutta durante il terremoto del Val di Noto del 1693, e si aprì la Porta di Eliodoro.

### Tepidarium
Dall'ingresso sinistro, il quale conduceva originariamente a due ambienti, è possibile oggi ammirare i resti del Tepidarium, una sala curvilinea riscaldata attraverso un sistema di canalizzazione dell'aria; questa si serviva inoltre di una scala a due rampe che la collegava con il primo piano delle terme.

### Canale ad "S"

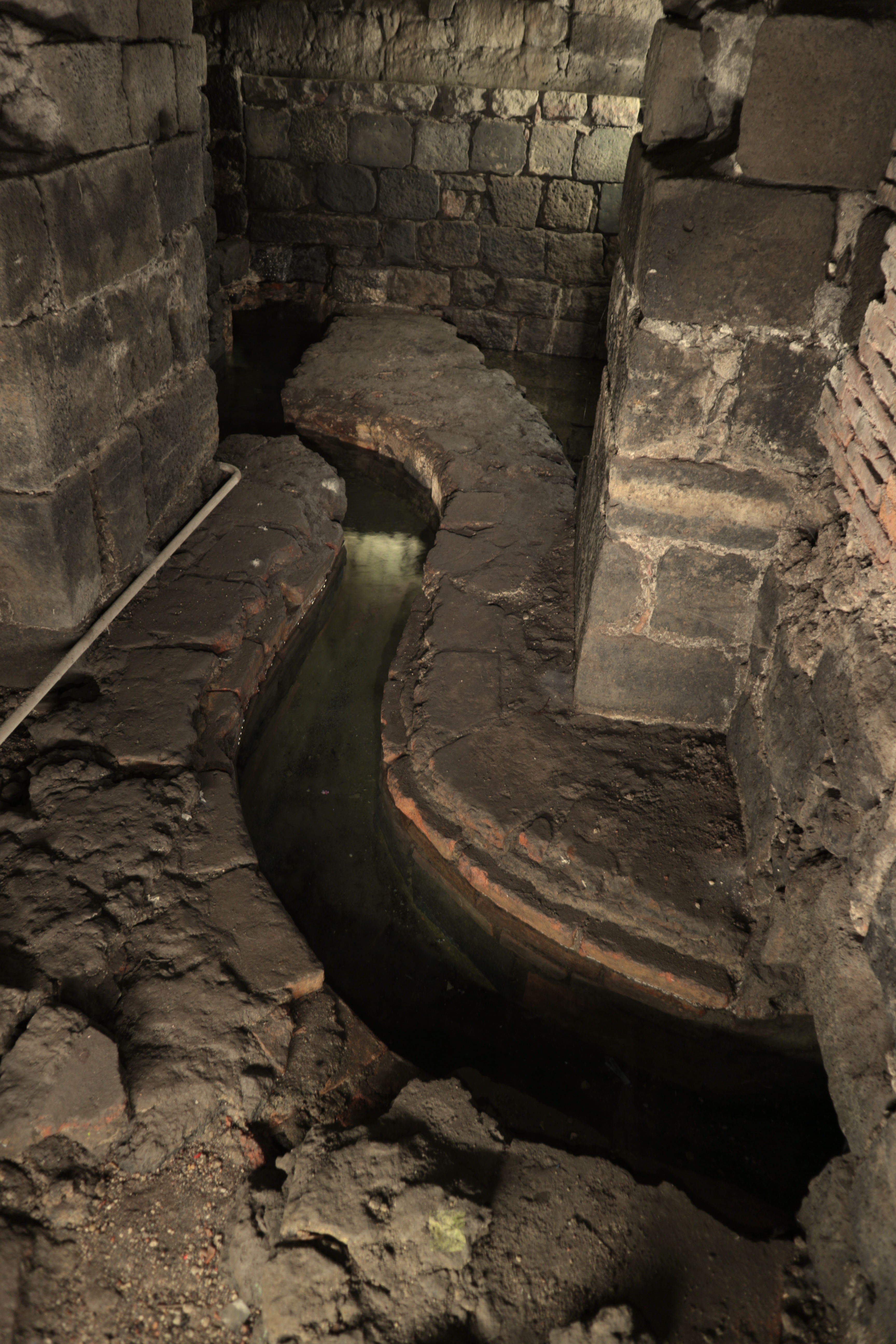
Condotto a "s"

In prossimità della parte finale del corridoio, gli scavi recentemente condotti in profondità hanno permesso di individuare un canale con andamento a “S”, il quale si immette sulla sala centrale a pilastri; questi ultimi in origine percorrevano il corridoio stesso. Si tratta, probabilmente, di un condotto che serviva a convogliare l'acqua e a distribuirla per i servizi delle terme.

### Frigidario (o"Sala dei Pilastri")

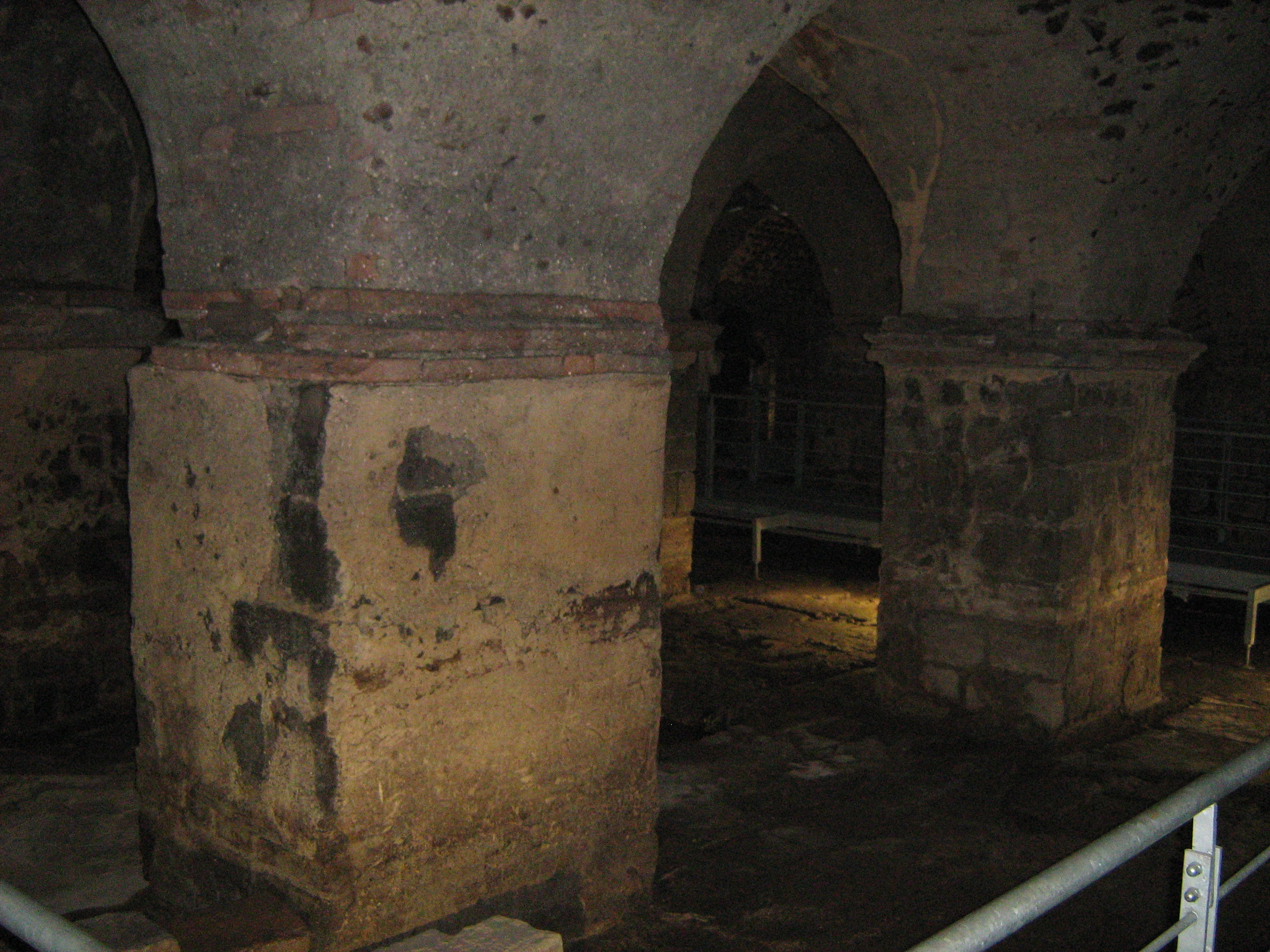
La camera centrale delle terme

Dell'impianto originale si conserva una camera centrale il cui soffitto a crociere è sorretto da quattro pilastri a pianta quadrangolare. Al vano si accede tramite un corridoio con volta a botte che corre in direzione est-ovest e terminante in una porta che si apre su una serie di vasche parallele tra loro, facenti parte di un complesso sistema di canalizzazione, drenaggio e filtrazione dell'acqua che si estende verso nord. Anche il vano principale si apre con tre ingressi ad arco sulle vasche, ad ovest del vano stesso.
L'ambiente misurerebbe 11,00 metri di larghezza e 11,90 metri di lunghezza, mentre le stanze di decantazione sarebbero lunghe in tutto 18,65 metri. Il corridoio misurerebbe 2,50 metri in larghezza per una lunghezza di 18 metri. Inoltre, l'unico pilastro di cui si può considerare attendibile la misura dell'altezza è alto 1. 85 metri.
Anticamente i pavimenti (di cui oggi non rimangono che labili tracce) erano in marmo, come dimostrano alcuni lacerti tra cui i resti di una vasca posta al centro dell'aula ed assumevano la disposizione dell'opus sectile; mentre alle pareti e sul soffitto vi erano stucchi sicuramente dipinti ispirati al mondo della vendemmia, con eroti e tralci di vite, grappoli d'uva, i quali furono sapientemente rappresentati in un acquerello di Jean Houël, il quale credeva le terme il tempio di Bacco; tali stucchi, sebbene ben leggibili nel XVIII secolo, oggi appaiono molto logori e in ampie parti lacunosi. Al centro della sala si conserva una vaschetta quadrata, originariamente rivestita in marmo, sulla quale doveva erigersi una colonnina di cui si conserva l'impronta della base. La presenza di acqua corrente costantemente filtrata, l'assenza di aperture al di là dei tre accessi alle stanze di decantazione, la presenza di una vasca (piscina) al centro della sala e i rivestimenti marmorei dimostrano l'uso a frigidario dell'ambiente.

## Iscrizione

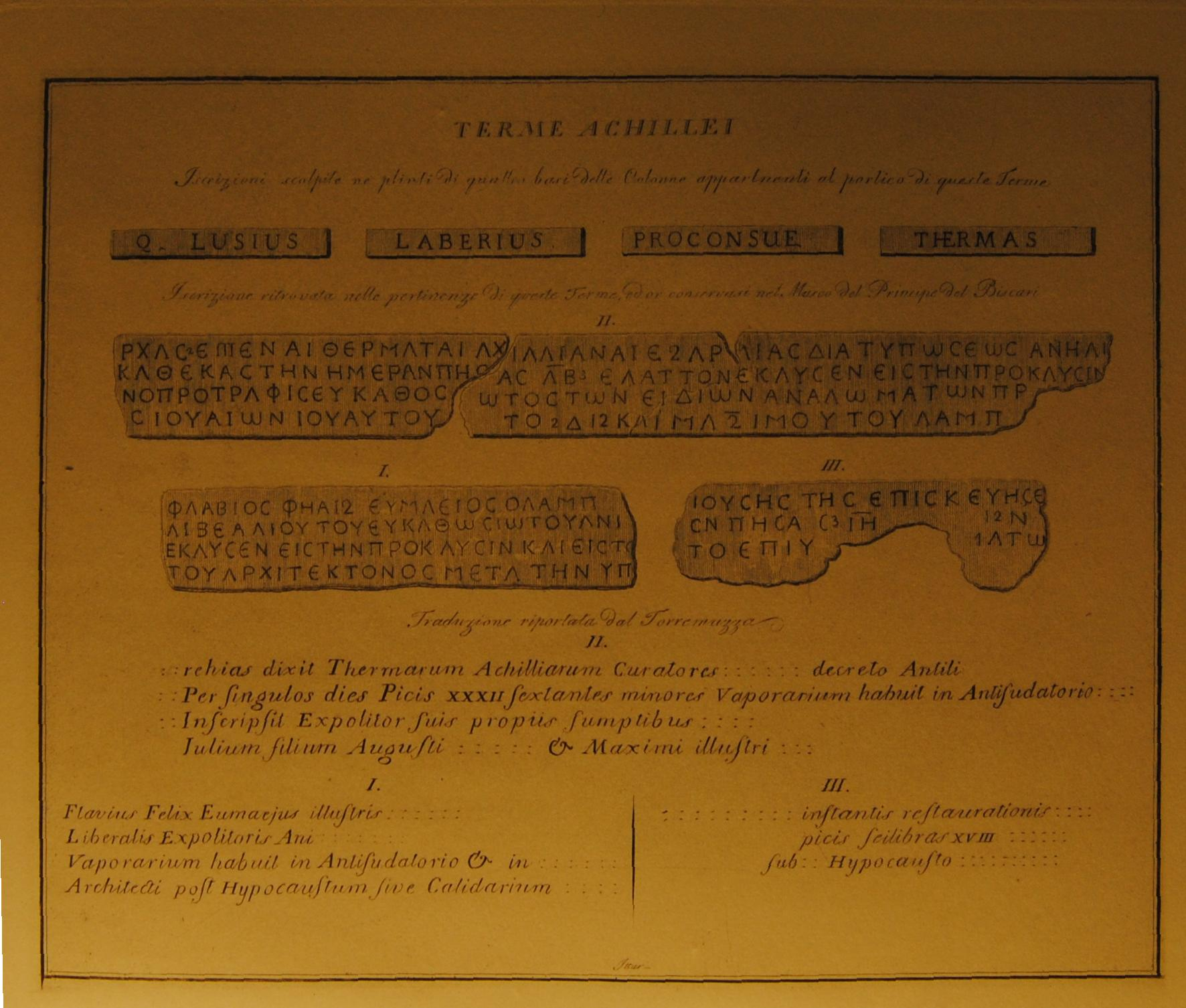
Rilievo della iscrizione di Sebastiano Ittar.

L'epigrafe che diede il nome all'impianto è in lingua greca e usa caratteri greci piuttosto tardi in scriptio continua, è posta su quattro linee ed è formata da diversi frammenti di lastra incisi, con lacune sebbene non gravi, ritrovati in diverse epoche, ma originariamente facenti parte di un unico lastrone in marmo lunense, risalente al V sec. I frammenti misurano 0,30 metri in altezza ed hanno una lunghezza complessiva di quasi 4,30 metri. Essendo state rinvenute quasi tutte nello stesso perimetro, si è supposto che l'intera incisione facesse originariamente parte dell'edificio termale fin qui descritto.
Viene menzionata da diversi autori anche la presenza di quattro lapidi riportanti la scritta Q. LUSIUS/ LABERIUS/ PROCONSUE/ THERMAS, che confermerebbe ulteriormente l'attribuzione della lapide ad un grande impianto termale sito al di sotto della Cattedrale, un tempo forse esposte all'ingresso delle terme e in seguito murate sulla base di quattro dei pilastri che dividono le tre navate della cattedrale.
Prima del terremoto del 1693, i primi tre frammenti che costituivano la lapide furono murati nella facciata della cattedrale, poi spostati in una parete del vescovato secentesco e da qui vennero trasportati nell'antica Loggia. Nel 1702 si ritrovarono altri due frammenti che l'abate Vito Maria Amico unificò con gli altri e tradusse. In seguito furono esposti al Museo del principe Biscari e da qui all'attuale collocazione presso il museo civico del Castello Ursino, dove è stata ricomposta semplicemente allineandola a terra utilizzando tutti i frammenti conosciuti.
Nell'interpretazione che ne dà Francesco Ferrara le terme sono chiamate Achillianai e non Achellianai, come invece riportato da Holm e dal Kaibel e tratterebbe di un ipotetico incendio che rovinò la struttura, restaurata da Flavio Felice Eumazio. Qui inoltre si farebbe riferimento a Massimo Petronio, preceduto da un non ben identificato Julium filium Augusti.
Nella traduzione che ne dà Giacomo Manganaro, la lapide si potrebbe datare al 434 sulla base della successione dei governatori. Sempre secondo il Manganaro in essa si celebrerebbe l'opera di ristrutturazione (forse un ridimensionamento) esplicitamente tendente a economizzare legna da ardere negli ipocausti, conclusa dal neo governatore di Sicilia, Flavio Felice Eumazio, già avviata dal suo predecessore Flavio Liberalio, consularis Siciliae secondo la sua interpretazione, sotto l'imperatore d'Oriente Teodosio II. Tale ricostruzione permetterebbe dunque, sempre secondo l'ipotesi del Manganaro, di dare almeno due nomi ai proconsoli siciliani della prima metà del V secolo: Eumazio e Liberalio. Inoltre avrebbe riconosciuto il nome di Leone quale architetto artefice del restauro.

## Galleria d'immagini

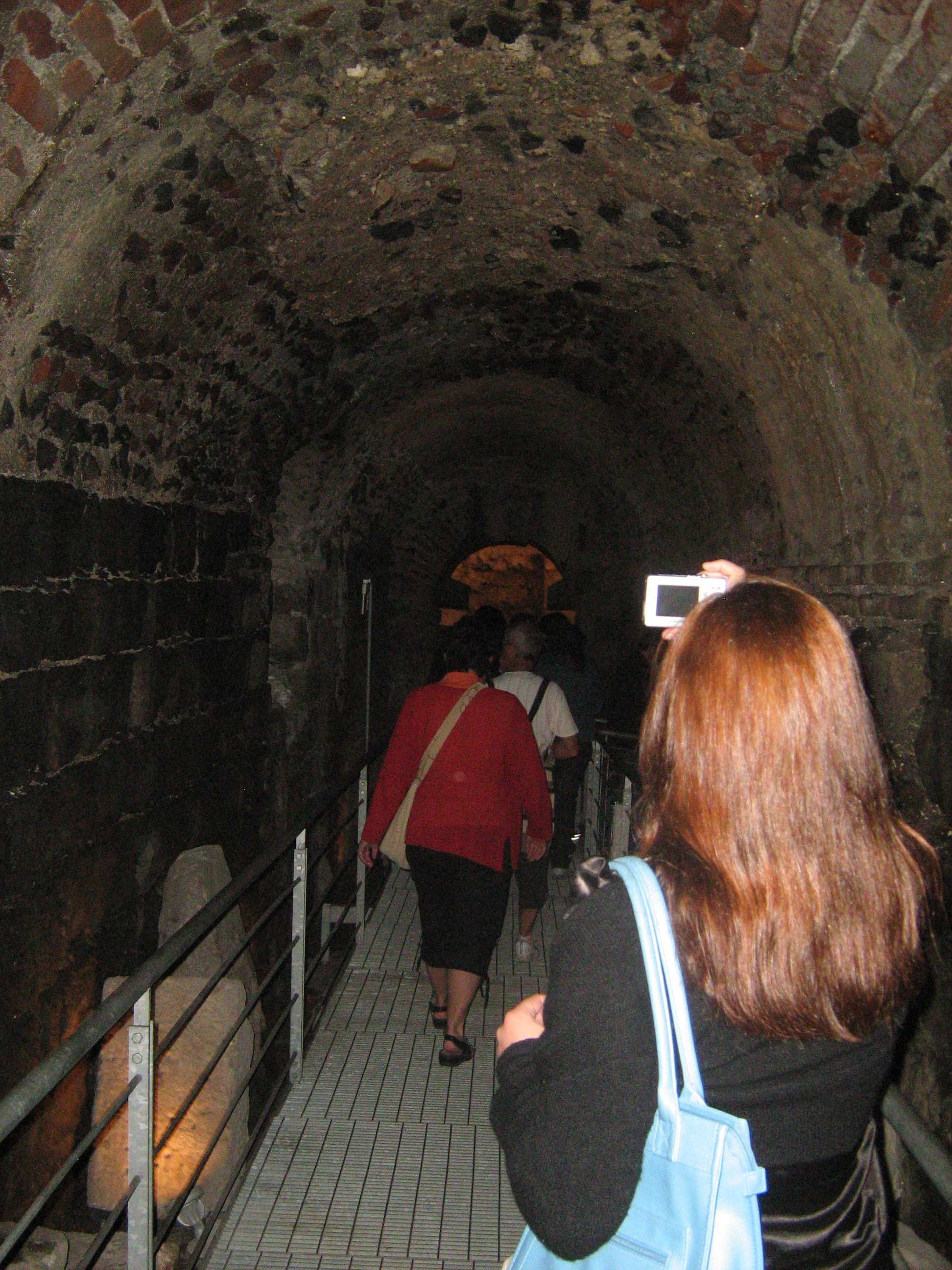
Il corridoio di accesso alle terme.
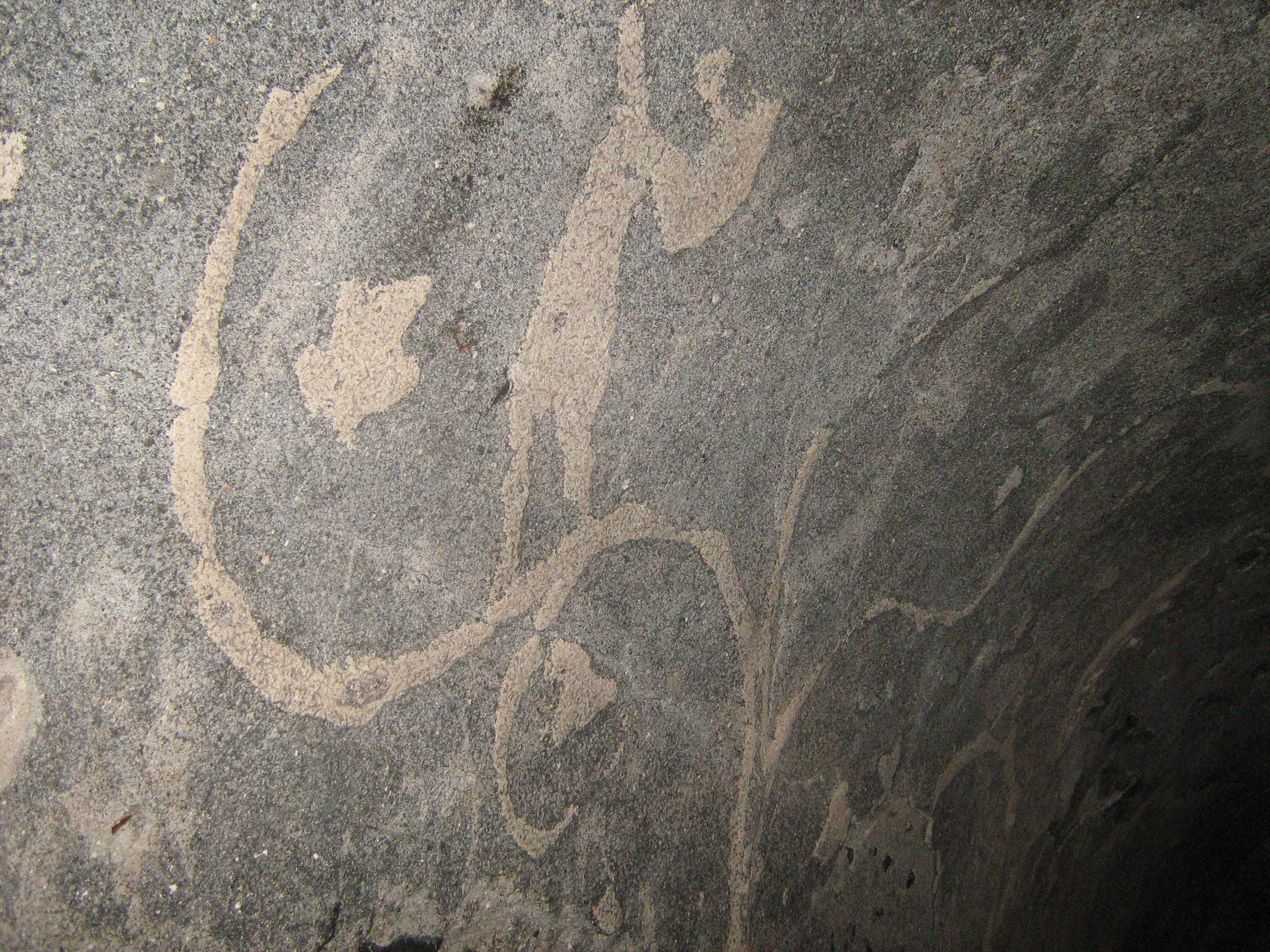
Particolare degli stucchi che decoravano gli interni (si può scorgere la sagoma di un eroto nell'atto di vendemmiare).
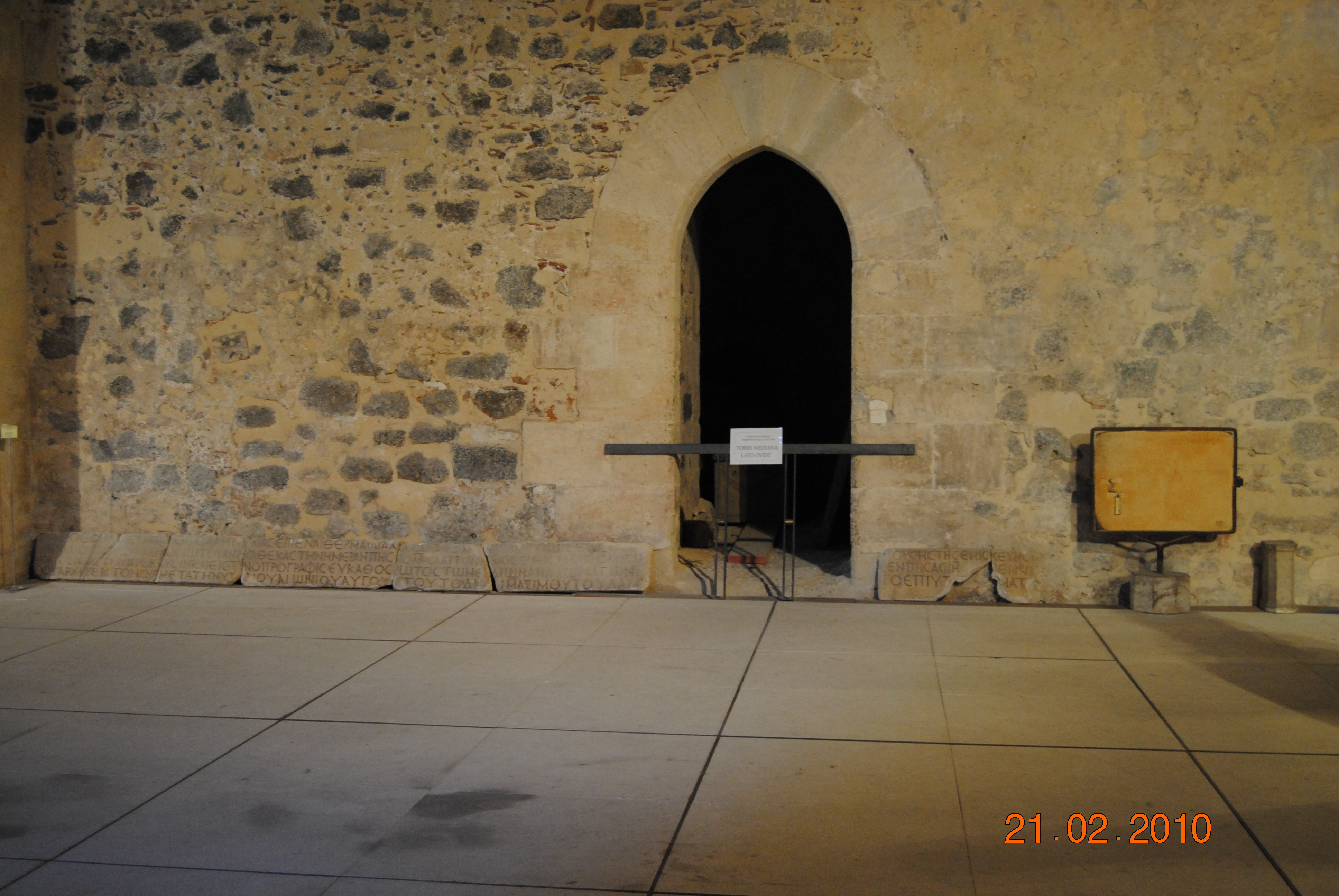
L'incisione lapidea esposta nella Sala delle Anfore al Castello Ursino.
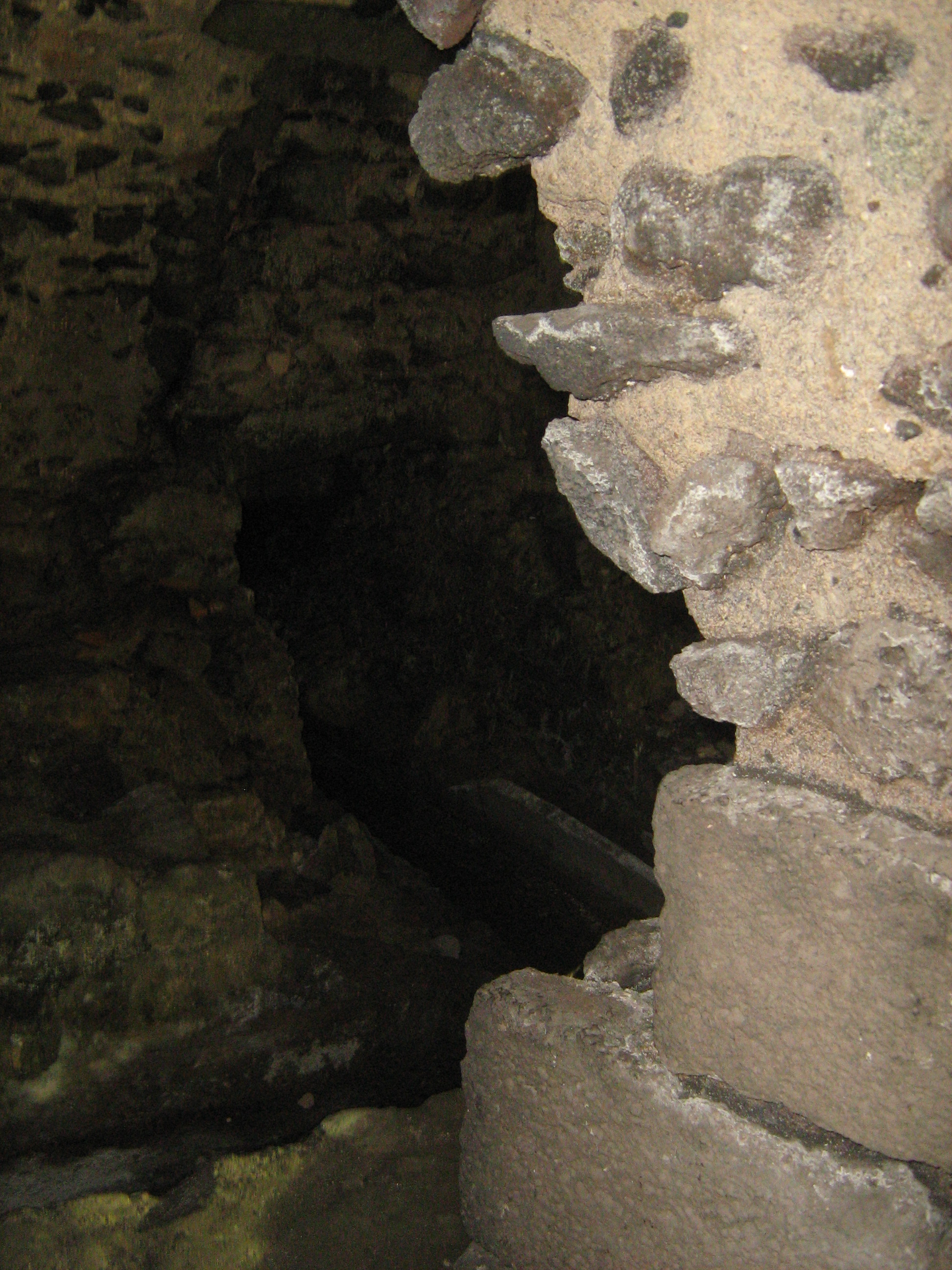
Il sistema di drenaggio delle acque.
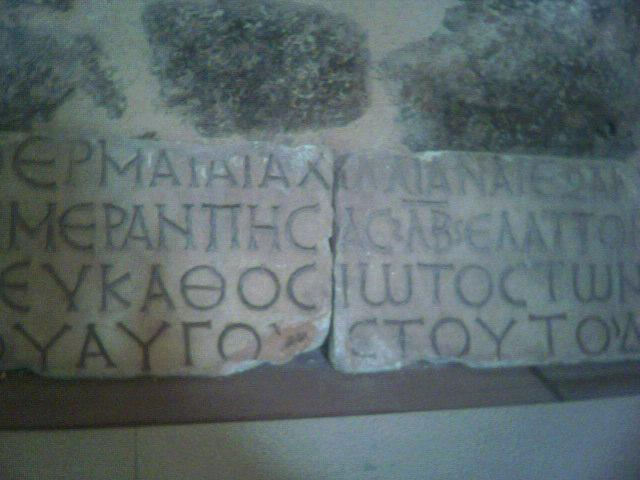
Particolare dell'iscrizione.
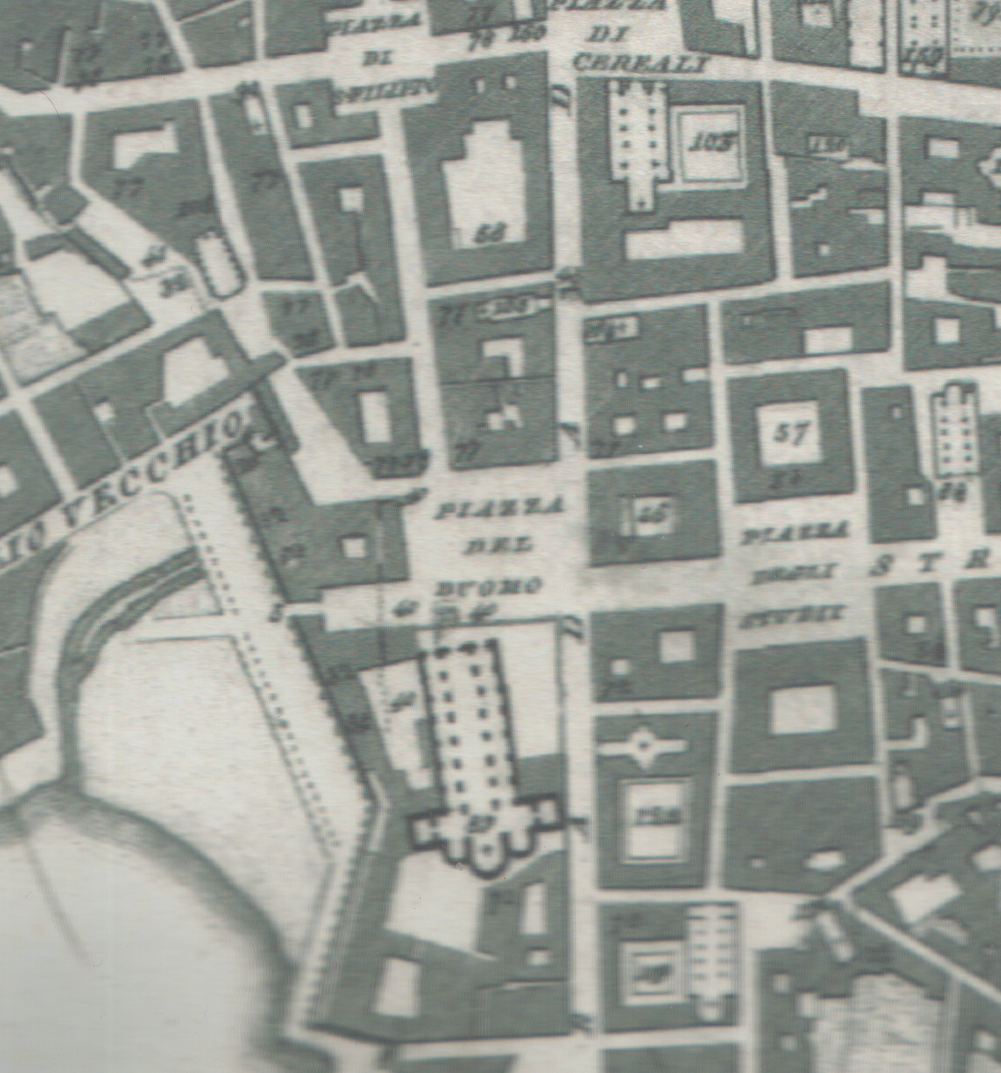
Pianta topografica della città di Catania. Al numero 40 corrispondono i resti identificati dal Biscari quali pertinenti alle Terme.